# Сухум (аэропорт)
Международный аэропорт Суху́м имени В. Г. А́рдзинба (абх. Жәларбжьаратәи аҳаиртә баӷәаза В.Г. Арӡынба ихьӡ зху), также Сухум-Бабушара — аэропорт города Сухуми, столицы Абхазии. Расположен вблизи села Бабушара, в 18 километрах к юго-востоку от Сухуми, в Колхидской низменности, на берегу Сухумской бухты Чёрного моря, что обеспечивает посадку с двух сторон, в отличие от аэропорта Сочи. Территория аэропорта относится к Гулрыпшскому району Республики Абхазия/Гульрипшскому муниципалитету Абхазской Автономной Республики. 
1 мая 2025 г. совершен первый регулярный рейс из Москвы. 
Министр экономики Грузии заявил о незаконности эксплуатации аэропорта в нарушение территориальной целостности Грузии. Агентство гражданской авиации Грузии заявило, что никто не проверяет состояние полосы, охрану периметра и техническую инфраструктуру аэропорта. Контроля нет, а значит, нет гарантий безопасности. В Сухуме же утверждают, что аэропорт соответствует всем современных стандартам, в первую очередь – в плане обеспечения безопасности пассажиров.
Официальным эксплуатантом аэропорта является Республиканское унитарное предприятие «Международный аэропорт Сухум имени В. Г. Ардзинба».

## Описание

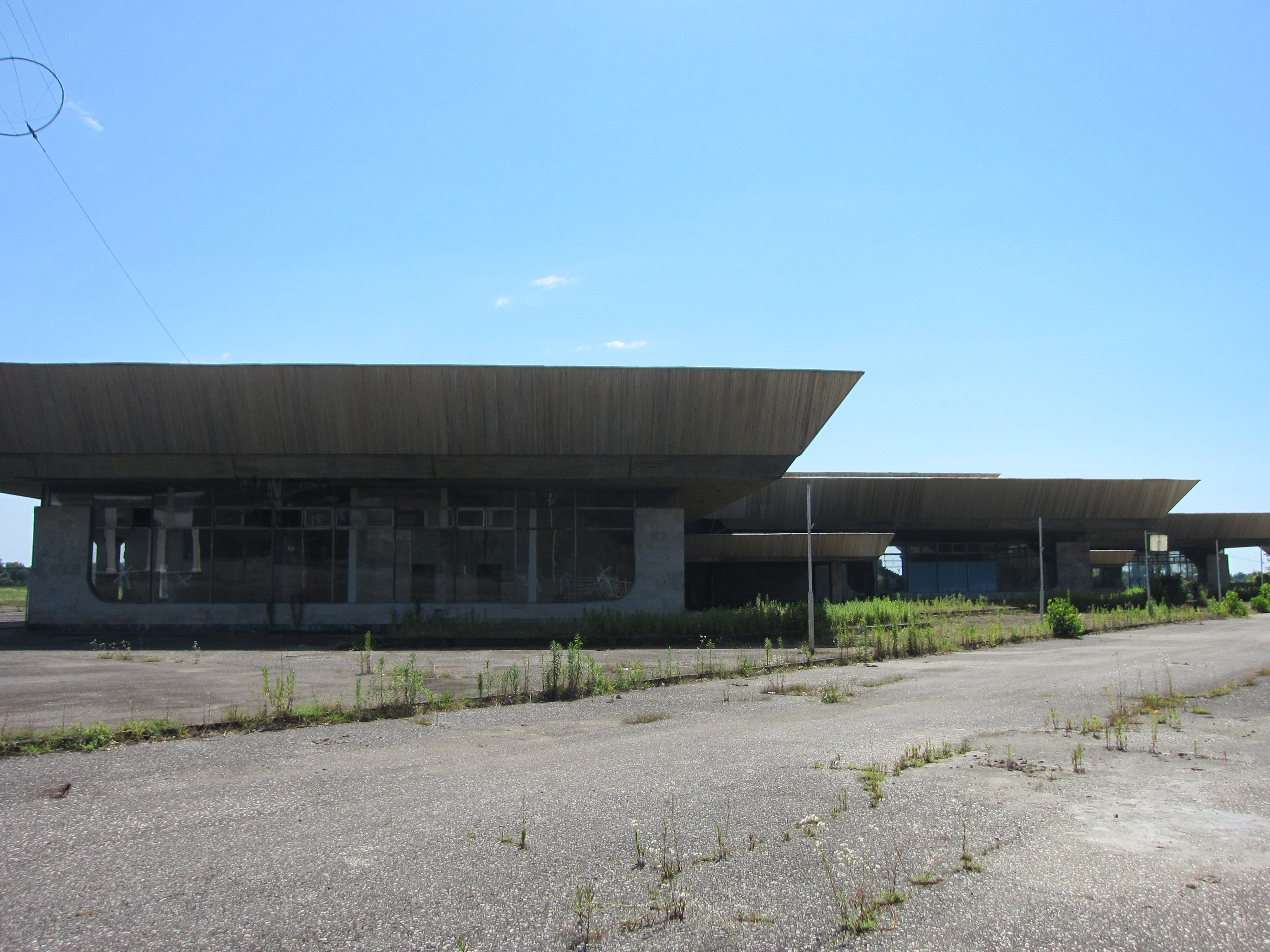
«Новое» здание аэровокзала

Аэродром класса А, способен принимать самолёты Ил-86, Ил-76, Ту-154 и все более лёгкие, а также вертолёты всех типов. Единственный международный аэропорт частично-признанной республики. Базируется национальная авиакомпания Абхазии «Абхазские авиалинии». Работает пограничный пост и таможня. Долгое время находился в неудовлетворительном состоянии и нуждался в капитальном ремонте. В 2011 году частично реконструирован и подготовлен к возобновлению полётов. Руководство Абхазии планировало начать полёты осенью 2013 года, однако планы не были выполнены.
Международная организация гражданской авиации ICAO не признает аэропорт в Сухуми в качестве международного, поскольку признаёт территориальную целостность Грузии; небо над Абхазией не может быть открыто без разрешения властей Грузии, так как это, по мнению ICAO, нарушает международные нормы. ICAO аннулировала код аэропорта Сухуми и изъяла информацию о нём из своих документов начиная с 12-го издания от августа 2006 года. С тех пор запись о предоставлении кода (возобновлении его действия) не была внесена. Аэропорт закрыт для международного сообщения. Авиакомпании-члены международного воздушного союза IATA не выполняют полёты в Абхазию.

## Принимаемые типыВС
Ил-96, Ту-204 (модификация Ту-214), МС-21-300, Airbus A319, Airbus A320, Airbus A300 и Airbus A330 (с ограничением по массе и интенсивности),  Boeing 737 (и модификации), Sukhoi Superjet 100. Классификационное число ВПП (PCN) 47/R/А/W/T.

## История

### Советский Союз
В середине 1960-х построен аэродром и здание аэровокзала. В конце 1970-х было увеличена толщина бетонного покрытия аэродрома на 20 см, что позволило принимать самолёты Ил-76. В 1980-х рядом с первым аэровокзалом был открыт новый, который в настоящее время не эксплуатируется. В середине 1980-х взлетно-посадочную полосу удлинили, что позволило принимать самолёты типа Ил-86 (в частности, выполнялись рейсы Москва — Сухуми — Москва).
До начала 1990-х из аэропорта совершались рейсы самолётов во многие города СССР, а вертолётными линиями Сухуми был соединён с несколькими населёнными пунктами Абхазии. Пассажирооборот составлял летом до 5 тыс. пассажиров в сутки, зимой до 1 тыс.

### Республика Абхазия

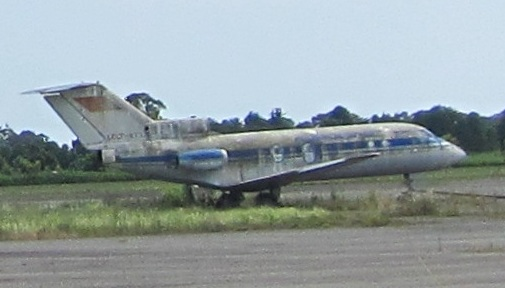
Бывший личный Як-40 Эдуарда Шеварднадзе

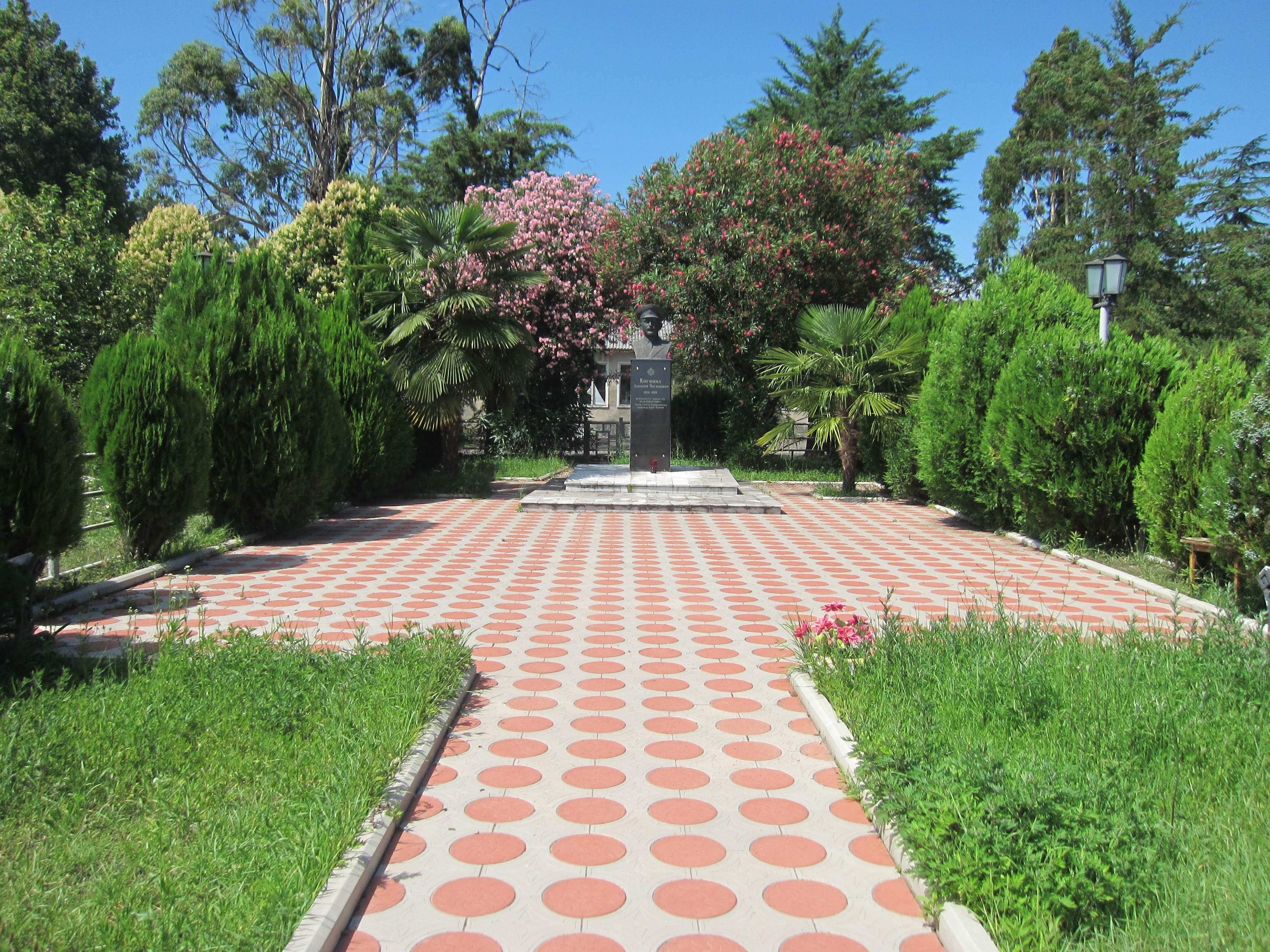
Памятник на месте гибели Алексея Когонии

В 1993 году аэропорт был закрыт, регулярные рейсы не выполняются.
После грузино-абхазского конфликта на аэродроме осталось несколько брошенных самолётов: два Ту-154, один Ту-134 и личный Як-40 Эдуарда Шеварднадзе (в настоящее время по указанию властей Ту-154 разрезаны на металлолом). Также оставалось большое число мин, заминирована была даже ВПП. В настоящее время имеются данные о четырёх погибших мирных жителях.
По мере очистки территории от мин, местные жители стали использовать освободившиеся земли под сельскохозяйственные нужды, в основном для выращивания кукурузы. На газоне перед аэровокзалами был установлен памятник Алексею Когонии, начальнику смены охраны аэропорта, убитому в 1989 году. В 1998—2000 годах старое здание аэровокзала отремонтировали, его стали использовать по назначению, некоторое время в нём действовал ресторан. В 1999 году для остекления стен второго здания аэровокзала Ростов-на-Дону, который собирался использовать Бабушарский аэропорт как запасной, поставил партию стёкол, однако в июле 2000 года над аэродромом прошёл смерч, который выбил несколько таких стёкол. Грузия закрыла воздушное пространство Абхазии, воздушным судам создан обходной маршрут на удалении 43—47 км от абхазского побережья. Аэропорт исключен из действующих международных сборников аэронавигационной информации.
11 августа 2008 года (во время войны в Грузии) в аэропорту впервые за 15 лет произвели посадку военно-транспортные самолёты России, более трёх десятков Ил-76, доставивших десантников и военную технику. 14 сентября 2008 года в аэропорту сел первый за 15 лет гражданский авиалайнер — самолёт министра иностранных дел России Сергея Лаврова.
Сегодня аэропорт используется для базирования ВВС Абхазии, состоящих из пяти легких штурмовиков L-39 и шести вертолётов. До 2025 года обслуживал только рейс в аэропорт Псху.
В 2023 году было подписано соглашение о реконструкции аэропорта. Работы были завершены к 2025 году, и 1 мая 2025 аэропорт принял первый регулярный рейс из Москвы.

### Современное состояние
26 июля 2019 года решением Кабинета министров частично-признанной Республики Абхазия Международному аэропорту «Сухум» имени В. Г. Ардзинба и воздушному пространству Республики Абхазия присвоен международный четырёхбуквенный код URAS (Vladislav Ardzinba Sukhum International Airport) с последующим внесением в Сборник аэронавигационной информации Российской Федерации (AIP). Этим же документом присвоен статус аэродрома совместного базирования гражданской и государственной авиации.
Вопрос восстановления работы аэропорта в Сухуми обсуждался на встрече президента России Владимира Путина и де-факто президента Абхазии Аслана Бжания в Сочи в ноябре 2020 года.
16 июня 2023 года Абхазия и Россия на ПМЭФ подписали соглашение о реконструкции сухумского аэропорта. По предварительной оценке Минтранса России, Росавиации и потенциального инвестора, стоимость первого этапа реконструкции составит 6,5 млрд рублей.
В октябре 2023 года конкурс на реконструкцию аэропорта выиграла компания «Инфраструктурное развитие», с ней подписано соглашение о государственно-частном партнерстве. Российский инвестор реконструирует взлётно-посадочную полосу длиной 3100 м и шириной 45 м, рулёжную дорожку и часть перрона, установит на аэродроме необходимое оборудование для приёма современных российских и иностранных самолётов. Планируется строительство нового пассажирского терминала аэропорта и обновление исторического здания. Пропускная способность аэровокзального комплекса составит 1300 пассажиров в час.
Соглашение о ГЧП подписано сроком на 49 лет. Аэропорт должен начать обслуживать регулярные рейсы не позже 31 марта 2025 года, инвестиции должны составить не менее 8 млрд руб. Компания «Инфраструктурное развитие» была зарегистрирована в Москве в июле 2023 года. Её собственником является Рашид Нургалиев, говорится в сообщении администрации президента Абхазии. Соглашение о восстановлении аэропорта Сухуми между Россией и Абхазией было подписано в июне 2023 года на Петербургском международном экономическом форуме. Реконструкция аэропорта будет проводиться в два этапа, сообщало Минэкономразвития России. Годовой объём перевозок на первом этапе составит 375,8 тыс. пассажиров в год, а второй этап работ начнется по достижении пассажирооборота в 1 млн.
7 февраля 2025 года аэропорт принял первый тестовый рейс из Москвы. 1 апреля аэропорт принял несколько рейсов бизнес-джетов с правительственными гостями, прибывшими из России на инаугурацию VI Президента Абхазии. 11 апреля Федеральное агентство воздушного транспорта России выдало авиакомпаниям НордСтар и iFly разрешение на полеты по маршрутам Москва - Сухум и Красноярск - Сухум с частотой 14 и 7 рейсов в неделю соответственно. С 1 мая года началась полётная программа авиакомпании ЮВТ из Москвы (Внуково) в Сухум и обратно. Также с 6 мая авиакомпания Икар осуществляет полёты Нижний Новгород - Сухум. С 12 июня авиакомпания iFLY осуществляет полёты Москва (Шереметьево) - Сухум, используя широкофюзеляжный самолет Airbus A330.
Согласно выданному сертификату соответствия аэродрома от 3 апреля 2025 года, аэропорт является аэродромом класса «Б».
14 августа 2025 в аэропорту приземлился первый рейс из Санкт-Петербурга авиакомпании iFly.

## Происшествия

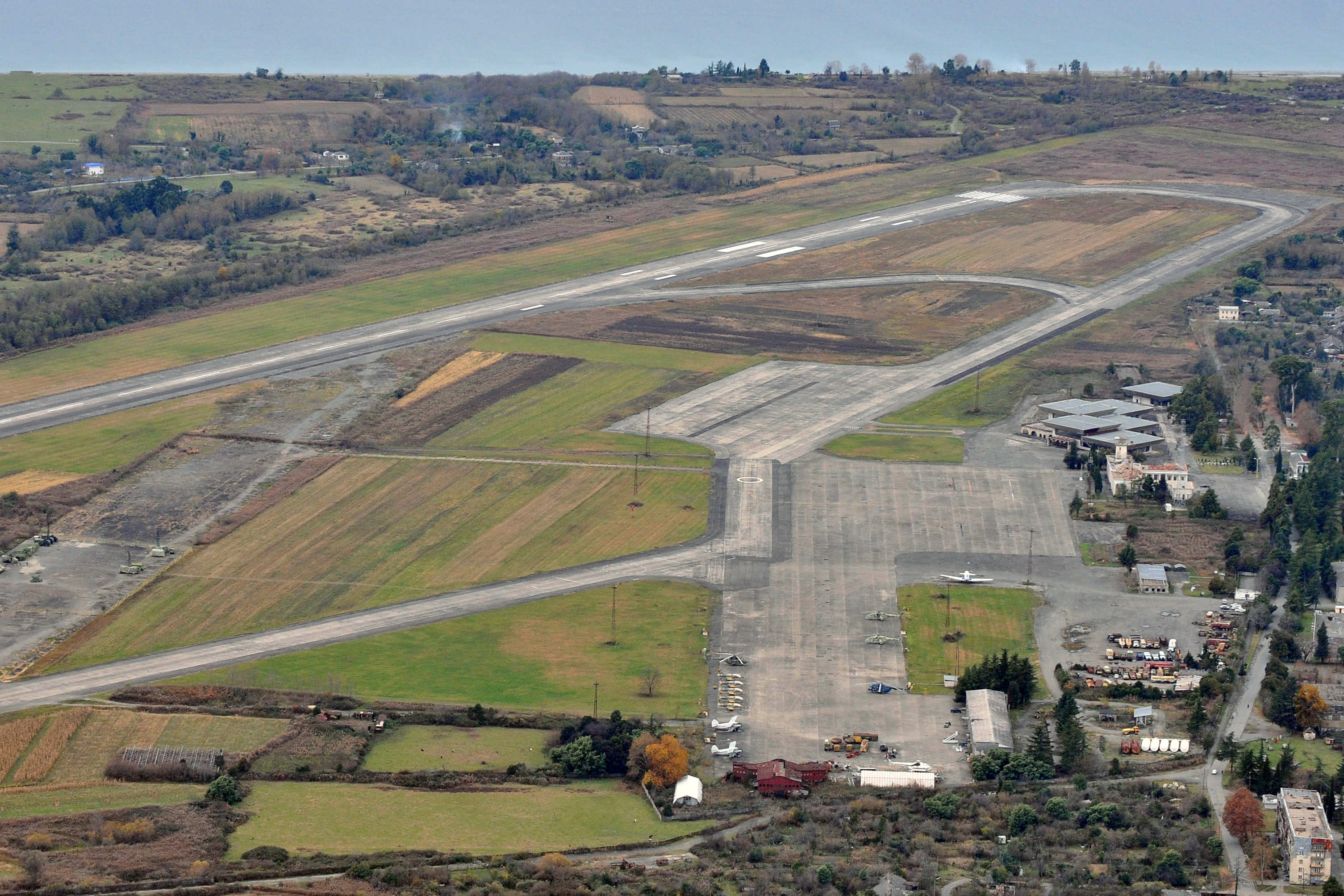
Аэропорт Бабушара с воздуха (декабрь 2009 года)

- 22 апреля 1956 года — при взлёте по неизвестным причинам упал в море Ил-14П 65-го авиаотряда МУТА (Аэрофлот), погибли 6 человек.
- 4 ноября 1976 года — при посадке на аэродроме опрокинулся Ми-2 Кутаисского авиаотряда, при этом никто не погиб. Хотя 8-летний вертолёт был повреждён в объёме текущего ремонта, в следующем году его списали[17].
- 8 июля 1977 года — при взлёте упал в море Ан-24РВ Кировоградской лётной школы, погибли 6 человек.
- 14 августа 1982 года — на взлётно-посадочной полосе произошло столкновение двух самолётов Сухумского объединённого авиаотряда (Аэрофлот), когда Ту-134А при взлёте врезался в выехавший на полосу L-410M, погибли 11 человек (все на борту L-410M).
- В период Третьей битвы за Сухуми в сентябре 1993 года в результате атак абхазских войск были уничтожены пять грузинских авиалайнеров: три Ту-134А и два Ту-154Б, погибли в общей сложности 136 человек.